# Jojo Rabbit
Jojo Rabbit è un film del 2019 scritto, diretto, co-prodotto e co-interpretato da Taika Waititi. 
Il soggetto, tratto dal romanzo del 2004 Il cielo in gabbia (Caging Skies) di Christine Leunens, già pubblicato col titolo Come semi d'autunno, è stato adattato piuttosto liberamente dallo stesso regista, che per questo ha ottenuto l'Oscar e il BAFTA alla migliore sceneggiatura non originale nel 2020.
Il film è una commedia sul nazismo con protagonisti Roman Griffin Davis, Thomasin McKenzie, Rebel Wilson, Stephen Merchant, Alfie Allen, Sam Rockwell e Scarlett Johansson, con il regista Waititi che si ritaglia un ruolo particolarissimo, come amico immaginario del giovane protagonista, nei panni di Adolf Hitler.

## Trama
Nella Germania nazista del 1945, Johannes Betzler, detto Jojo, è un bambino che vive da solo con la madre Rosie: il padre è al fronte, e la sorella Inge è morta. Jojo trascorre le proprie giornate in compagnia del suo amico immaginario Adolf Hitler, una versione caricaturale e buffonesca del Führer, frutto del cieco indottrinamento in cui è cresciuto. Al compimento del decimo anno, Jojo entra nella Gioventù hitleriana insieme al suo amico Yorki. 
Al campo di addestramento, guidati dal capitano Klenzendorf e da Fräulein Rahm, i giovani imparano l'ideologia nazista e le tecniche di guerra.
Quando viene ordinato a Jojo di uccidere un coniglio per dare prova di coraggio, lui si rifiuta e prova a liberarlo, ma viene umiliato e preso in giro con il nomignolo "Jojo Coniglio". Dopo essere scappato nel bosco per la vergogna ed essere stato rincuorato dal suo amico immaginario, Jojo torna al campo e strappa di mano a Klenzerdorf una granata. Jojo la lancia per dimostrarsi coraggioso, ma la bomba rimbalza contro un albero e gli esplode vicino, procurandogli ferite al viso ed alla gamba. Durante la convalescenza, la madre, arrabbiata, lo riporta da Klenzendorf, a cui intima di tenere Jojo impegnato e di non farlo sentire emarginato. Al bambino vengono assegnati compiti minori, come affiggere manifesti di propaganda e raccogliere rottami metallici per lo sforzo bellico.
Un giorno, a casa da solo, Jojo scopre Elsa, una ragazzina ebrea, un tempo compagna di classe di sua sorella, che si nasconde nella sua stessa abitazione. Jojo minaccia di consegnarla alla Gestapo, ma Elsa gli rammenta che in tal caso Rosie verrebbe impiccata, per averla nascosta, e minaccia di ucciderlo, se dicesse alla madre di essere a conoscenza della sua presenza in casa. Jojo decide di tacere alla condizione che lei gli riveli i "segreti ebrei", così da poter scrivere un libro per Klenzendorf. La ragazza inventa per Jojo storie riguardanti fantomatici "poteri ebrei", come la lettura del pensiero, a cui il bambino crede. Arrabbiato con la madre per aver nascosto a casa una ragazza ebrea, ma senza poterle rivelare di esserne a conoscenza, la accusa di essere poco patriottica e si lamenta dell'assenza paterna, ma lei riesce a calmarlo truccandosi in modo da assomigliare al papà perduto.
In seguito, Rosie confida ad Elsa il suo desiderio di vederla diventare grande, perché ormai la considera una vera e propria figlia sostitutiva. Jojo scopre che Elsa ha un fidanzato di nome Nathan, che vuole reincontrare dopo la guerra. Scrive allora, a nome di Nathan, una lettera con la quale rompe con la ragazza ma, sentendola piangere, ne scrive un'altra (sempre fingendosi Nathan), in cui ritratta quanto ha scritto nella prima. Jojo litiga con l'immaginario Hitler, che sostiene che Elsa è un mostro che sta cercando di fargli il lavaggio del cervello. Inoltre, raccogliendo rottami, il bambino scopre che la madre lascia messaggi di propaganda anti-nazista in giro per la città.
Quando gli uomini della Gestapo arrivano in casa Betzler per una perquisizione, Elsa si finge Inge, la sorella di Jojo, ed esibendo la sua carta di identità toglie loro ogni sospetto. In seguito si rende conto che Klenzendorf, anch'egli presente all'ispezione, ha intuito la finzione e ha coperto Elsa. Il giorno dopo Jojo scopre che tra i cittadini impiccati quotidianamente nella piazza della città in quanto dissidenti politici c'è anche sua madre (nella scena non inquadrata in faccia). Devastato, torna a casa dove prova a pugnalare Elsa, per poi disperarsi e venire confortato dalla ragazza. Intanto, la guerra sta giungendo al termine e americani e sovietici sono ormai alle porte della città.
Jojo reincontra Yorki, che è stato arruolato, che gli comunica il suicidio di Hitler. I soldati sovietici catturano Jojo e Klenzendorf, che si rivela dispiaciuto per la morte della madre di Jojo. Poi questi, per farlo liberare, lo insulta come se fosse un ebreo, facendosi fucilare per permettergli di fuggire.
Arrivato a casa, Jojo, per non restare solo, dice a Elsa che la Germania ha vinto la guerra e che lei dovrà continuare a restare nascosta in casa sua. Quando si accorge che la ragazza è distrutta dalla notizia, le legge una nuova lettera scritta sotto la falsa identità di Nathan, in cui le dice che esiste un modo per incontrarsi a Parigi. Jojo rimane scioccato quando la ragazza gli rivela che il suo ragazzo è morto l'anno precedente di tubercolosi. Jojo prende coraggio e dichiara il suo amore per lei, ed Elsa gli dice che anche lei lo ama, ma come un fratellino. Jojo ha un ultimo incontro con Hitler immaginario,  che gli ordina di tornare dalla parte del nazismo, ma Jojo non è disposto a rinunciare ad Elsa e, con un calcio, scaraventa Hitler fuori dalla finestra. Il bambino ed Elsa escono in strada, dove i soldati americani passano giubilanti, e la ragazza capisce che è tutto finito. Così, prima schiaffeggia Jojo per averle mentito, ma poi inizia a ballare con lui in strada. Entrambi sono finalmente liberi.

## Produzione
Nel marzo del 2018, fu annunciato che Taika Waititi avrebbe preso parte come attore (oltre ad esserne regista e sceneggiatore) ad un film tratto dal romanzo Il cielo in gabbia, ricoprendo il ruolo di Adolf Hitler. Nello stesso mese, Scarlett Johansson entrò nel cast per interpretare la madre del protagonista. Nell'aprile dello stesso anno, Sam Rockwell  entrò nel cast in un ruolo di supporto, seguito il mese seguente da Rebel Wilson. L'esordiente Roman Griffin Davis fu poi scelto per interpretare il protagonista, mentre Thomasin McKenzie entrò nel cast nel ruolo della ragazza ebrea. Nel giugno del 2018, le aggiunte di Alfie Allen e Stephen Merchant completarono il cast principale del film.
Le riprese cominciarono nel maggio 2018, svolgendosi principalmente a Praga. Tra febbraio e aprile del 2019 furono poi effettuate alcune riprese aggiuntive.

## Distribuzione
Il film è stato presentato in anteprima al Toronto International Film Festival l'8 settembre 2019. La prima statunitense si è tenuta al Fantastic Fest di Austin il 19 settembre dello stesso anno. Il film è stato distribuito nelle sale cinematografiche statunitensi da Fox Searchlight Pictures a partire dal 18 ottobre 2019, in distribuzione limitata e, in seguito, più diffusa, a partire dal novembre seguente.
In Italia, è stato presentato in anteprima al Torino Film Festival 2019 il 22 novembre, come film d'apertura dell'edizione. È stato distribuito nelle sale italiane a partire dal 16 gennaio 2020.

### Edizione italiana
L'edizione italiana del film è stata curata dalla 20th Century Fox Italia con la supervisione di Rosetta Fortezza, con l'adattamento dei dialoghi da parte di Fabrizio De Flaviis e la direzione del doppiaggio di Jessica Lodo assistita da Antonella Bartolomei. Il doppiaggio italiano e la sonorizzazione della pellicola sono stati eseguiti dalla CDC Sefit Group.

## Accoglienza

### Incassi
Il film ha incassato 33,4 milioni di dollari nel Nord America e 56,9 milioni nel resto del mondo (di cui 4,0 milioni di euro in Italia), per un totale di 90,3 milioni di dollari. In Italia si è classificato al 28º posto tra i film più visti nella stagione 2019/2020.

### Critica
Sull'aggregatore di recensioni online Rotten Tomatoes, il film detiene una percentuale di gradimento da parte della critica dell'80% sulla base di 431 recensioni, con una valutazione media del 7,6. Metacritic ha assegnato alla pellicola un punteggio di 58 su 100, basato su 57 recensioni da parte della critica, ad indicare «recensioni contrastanti o nella media».

## Riconoscimenti
- 2020 - Premi Oscar[21][22]
  - Migliore sceneggiatura non originale a Taika Waititi
  - Candidatura per il miglior film
  - Candidatura per la migliore attrice non protagonista a Scarlett Johansson
  - Candidatura per la migliore scenografia a Ra Vincent e Nora Sopková
  - Candidatura per il miglior montaggio a Tom Eagles
  - Candidatura per i migliori costumi a Mayes C. Rubeo
- 2020 - Golden Globe[23]
  - Candidatura per il miglior film commedia o musicale
  - Candidatura per il miglior attore in un film commedia o musicale a Roman Griffin Davis
- 2020 - Premi BAFTA[24]
  - Migliore sceneggiatura non originale a Taika Waititi
  - Candidatura per la migliore attrice non protagonista a Scarlett Johansson
  - Candidatura per il migliore montaggio a Tom Eagles
  - Candidatura per la migliore colonna sonora a Michael Giacchino
  - Candidatura per la migliore scenografia a Ra Vincent e Nora Sopková
  - Candidatura per i migliori costumi a Mayes C. Rubeo
- 2019 - Chicago Film Critics Association Awards[25]
  - Candidatura per la miglior sceneggiatura non originale a Taika Waititi
  - Candidatura per la miglior performance rivelazione a Roman Griffin Davis
- 2019 - National Board of Review Awards[26]
  - Migliori dieci film dell'anno
- 2019 - Satellite Award[27]
  - Candidatura per il miglior attore in un film commedia o musicale a Taika Waititi
  - Candidatura per la migliore sceneggiatura non originale a Taika Waititi
- 2019 - Toronto International Film Festival[28]
  - Premio del pubblico (1º posto)
- 2020 - Critics' Choice Awards[29][30]
  - Miglior giovane interprete a Roman Griffin Davis
  - Candidatura per il miglior film
  - Candidatura per la miglior attrice non protagonista a Scarlett Johansson
  - Candidatura per il miglior giovane interprete a Thomasin McKenzie
  - Candidatura per il miglior giovane interprete a Archie Yates
  - Candidatura per la miglior sceneggiatura non originale a Taika Waititi
  - Candidatura per il miglior film commedia
- 2020 - Screen Actors Guild Award[31]
  - Candidatura per la miglior attrice non protagonista cinematografica a Scarlett Johansson
  - Candidatura per il miglior cast cinematografico
- 2019 - Hollywood Film Awards
  - Miglior fotografia a Mihai Mălaimare Jr.
  - Miglior scenografia a Ra Vincent
- 2021 - David di Donatello
  - Candidatura per il miglior film straniero